# 11 Sagittae
11 Sagittae är en blåvit jätte i stjärnbilden Pilen.
Stjärnan har visuell magnitud 5,53 och befinner sig på ett avstånd av ungefär 455 ljusår.